# Campeonato Mundial de Atletismo Júnior de 2012 - 1500 m masculino
A prova dos 1500 metros rasos masculino do Campeonato Mundial de Atletismo Júnior de 2012 ocorreu entre os dias 10 e 12 de julho em Barcelona, na Espanha. 

## Recordes
Antes desta competição, os recordes mundiais e do campeonato nesta prova eram os seguintes:
|     | Nome               | Nacionalidade | Tempo   | Local       | Data                |
| --- | ------------------ | ------------- | ------- | ----------- | ------------------- |
| WJR | Cornelius Chirchir | Quênia        | 3:30.24 | Fontvieille | 19 de julho de 2002 |
| CR  | Abdalaati Iguider  | Marrocos      | 3:35.53 | Grosseto    | 15 de julho de 2004 |

## Medalhistas
| Ouro                | Prata                           | Bronze                 |
| Hamza Driouch (QAT) | Hillary Cheruiyot Ngetich (KEN) | Abdelhadi Labäli (MAR) |

## Cronograma
Todos os horários são locais (UTC+1).
| Data        | Hora  | Evento        |
| ----------- | ----- | ------------- |
| 10 de julho | 10:05 | Eliminatórias |
| 12 de julho | 21:30 | Final         |

## Resultados

### Eliminatórias
Qualificação: Os 3 primeiros de cada bateria (Q) e os 3 tempos mais rápidos (q). 
| Posição | Bateria | Raia | Atleta                    | Nacionalidade  | Tempo   | Notas           |
| ------- | ------- | ---- | ------------------------- | -------------- | ------- | --------------- |
| 1       | 2       | 7    | Hamza Driouch             | Catar          | 3:38.06 | Q               |
| 2       | 1       | 2    | Teshome Dirirsa           | Etiópia        | 3:41.78 | Q               |
| 3       | 1       | 10   | Dominic Mutuku Mutili     | Quênia         | 3:41.97 | Q               |
| 4       | 1       | 5    | Mohammed Abid             | Marrocos       | 3:42.58 | Q               |
| 5       | 2       | 12   | Yenew Tebikew             | Etiópia        | 3:42.69 | Q               |
| 6       | 2       | 11   | Carlos Díaz               | Chile          | 3:43.16 | Q, NJR          |
| 7       | 2       | 8    | Filip Ingebrigtsen        | Noruega        | 3:44.04 | q,              |
| 8       | 2       | 13   | Federico Bruno            | Argentina      | 3:44.81 | q               |
| 9       | 1       | 9    | Mohamed Abdikadar         | Itália         | 3:46.37 | q               |
| 10      | 3       | 1    | Teklit Teweldebrhan       | Eritreia       | 3:46.46 | Q               |
| 11      | 3       | 10   | Hillary Cheruiyot Ngetich | Quênia         | 3:46.54 | Q               |
| 12      | 3       | 4    | Abdelhadi Labäli          | Marrocos       | 3:46.75 | Q               |
| 13      | 3       | 6    | Charlie Grice             | Reino Unido    | 3:47.05 |                 |
| 14      | 1       | 3    | Robert Denault            | Canadá         | 3:48.47 |                 |
| 15      | 2       | 6    | Abdessalem Ayouni         | Tunísia        | 3:48.67 |                 |
| 16      | 2       | 2    | Fabian Brunswig           | Alemanha       | 3:48.72 |                 |
| 17      | 3       | 2    | Yusuke Uchikoshi          | Japão          | 3:49.06 |                 |
| 18      | 1       | 12   | Sean Tobin                | Irlanda        | 3:49.11 |                 |
| 19      | 1       | 1    | Izaic Yorks               | Estados Unidos | 3:49.21 |                 |
| 20      | 3       | 5    | Joao Bussotti Neves       | Itália         | 3:49.37 |                 |
| 21      | 1       | 7    | Julian Oakley             | Nova Zelândia  | 3:49.43 |                 |
| 22      | 1       | 11   | Julius Lawnik             | Alemanha       | 3:49.51 |                 |
| 23      | 3       | 8    | Łukasz Gurtkiewicz        | Polónia        | 3:49.61 |                 |
| 24      | 3       | 12   | Yunus Emre Cavusli        | Turquia        | 3:50.12 |                 |
| 25      | 2       | 5    | Ben Moynihan              | Nova Zelândia  | 3:50.59 |                 |
| 26      | 1       | 8    | Ferdinand Kvan Edman      | Noruega        | 3:50.95 |                 |
| 27      | 2       | 3    | Abdullah Obaid Al Salhi   | Arábia Saudita | 3:51.78 |                 |
| 28      | 3       | 11   | David Lorenzo             | Espanha        | 3:52.98 |                 |
| 29      | 3       | 9    | Ruairí Finnegan           | Irlanda        | 3:53.95 |                 |
| 30      | 2       | 9    | Kyle Grieve               | Canadá         | 3:54.37 |                 |
| 31      | 2       | 1    | Austin Mudd               | Estados Unidos | 3:54.82 |                 |
| 32      | 3       | 3    | Ioran Etchechury          | Brasil         | 3:55.15 |                 |
| 33      | 1       | 4    | Marc Alcalá               | Espanha        | 3:55.68 |                 |
| 34      | 2       | 10   | Egide Kayigire            | Ruanda         | 3:56.75 | Recorde pessoal |
| 35      | 1       | 6    | Mandhar Legseir           | Argélia        | 3:59.30 |                 |
| 36      | 2       | 4    | Boldoo Odbayar            | Mongólia       | 4:04.65 | Recorde pessoal |
| 37      | 3       | 7    | Carles Gómez              | Andorra        | 4:16.99 | Recorde pessoal |

### Final
A prova final foi realizada no dia 12 de julho ás 21:30. 
| Posição           | Faixa | Atleta                    | Nacionalidade | Tempo   | Notas           |
| ----------------- | ----- | ------------------------- | ------------- | ------- | --------------- |
| Medalha de ouro   | 6     | Hamza Driouch             | Catar         | 3:39.04 |                 |
| Medalha de prata  | 1     | Hillary Cheruiyot Ngetich | Quênia        | 3:40.39 | Recorde pessoal |
| Medalha de bronze | 12    | Abdelhadi Labäli          | Marrocos      | 3:40.60 |                 |
| 4                 | 7     | Mohammed Abid             | Marrocos      | 3:41.73 |                 |
| 5                 | 8     | Teklit Teweldebrhan       | Eritreia      | 3:42.63 |                 |
| 6                 | 2     | Dominic Mutuku Mutili     | Quênia        | 3:42.79 |                 |
| 7                 | 3     | Carlos Díaz               | Chile         | 3:44.02 |                 |
| 8                 | 11    | Yenew Tebikew             | Etiópia       | 3:44.02 |                 |
| 9                 | 4     | Teshome Dirirsa           | Etiópia       | 3:44.54 |                 |
| 10                | 5     | Filip Ingebrigtsen        | Noruega       | 3:46.54 |                 |
| 11                | 9     | Mohamed Abdikadar         | Itália        | 3:53.74 |                 |
| 12                | 10    | Federico Bruno            | Argentina     | 3:55.38 |                 |

Legenda
| Recorde mundial       | Recorde mundial (World record)               |                       | Recorde africano                      | Recorde africano (African) |                                           | Q | Classificado por posição (Qualified) |
| Recorde do campeonato | Recorde do campeonato (Championship record)  | Recorde da América    | Recorde da América (Americas)         | q                          | Classificado por melhor tempo (Qualified) |   |                                      |
| Melhor marca do ano   | Melhor marca do ano (World leading)          | Recorde asiático      | Recorde asiático (Asian)              | DNS                        | Não largou (Did not start)                |   |                                      |
| Recorde nacional      | Recorde nacional (National record)           | Recorde europeu       | Recorde europeu (European)            | DNF                        | Não terminou (Did not finish)             |   |                                      |
| Recorde pessoal       | Recorde pessoal do atleta (Personal best)    | Recorde da Oceania    | Recorde da Oceania (Oceania)          | DSQ / DQ                   | Desclassificado (Disqualified)            |   |                                      |
| Recorde da temporada  | Recorde da temporada do atleta (Season best) | Recorde sul-americano | Recorde sul-americano (South America) | NM                         | Sem marca (No mark)                       |   |                                      |